# Primi ministri della Serbia
Questo è un elenco dei primi ministri della Serbia. Si possono distinguere diversi periodi storici, in base al tipo di assetto istituzionale vigente.

## Governi rivoluzionari (1804-1814)
Presidenti del consiglio amministrativo
- Prota Mateja Nenadović (1805-1807)
- Mladen Milovanović (1807-1810)
- Jakov Nenadović (1810-1811)
- Đorđe Petrović (1811-1813)
- Mladen Milovanović (1813-1814)

## Principato di Serbia sotto la sovranità dell'Impero ottomano (1815-1861)
Delegati del principe
- Petar Nikolajević Moler (1815-1816)
- Jevrem Obrenović (1821-1826)
- Miloje Todorović (1826)
- Dimitrije Davidović (1826-1829)
- Koča Marković (1835-1836)
- Stefan Stefanović Tenka (1836-1839) (ad interim)
- Avram Petronijević (1839-1840)
- Paun Janković (1840) (ad interim)
- Đorđe Protić (1840-1842)
- Avram Petronijević (1842-1843)
- Aleksa Simić (1843-1844)
- Avram Petronijević (1844-1852)
- Ilija Garašanin (1852-1853)
- Aleksa Simić (1853-1855)
- Aleksa Janković (1855-1856)
- Stevan Marković (1856-1856) (ad interim)
- Aleksa Simić (1856-1857)
- Stevan Marković (1857-1858)
- Stevan Magazinović (1858-1859)
- Cvetko Rajović (1859-1860)
- Filip Hristić (1860-1861)

## Serbia indipendente (Principato 1861-1882 e Regno 1882-1918)
Presidente del consiglio dei ministri
- Ilija Garašanin (1861-1867)
- Jovan Ristić (1867)
- Nikola Hristić (1867-1868)
- Đorđe Cenić (1868-1869)
- Radivoje Milojković (1869-1872)
- Milivoje P. Blaznavac (1872-1873)
- Jovan Ristić (1873)
- Jovan Marinović (1873-1874)
- Aćim Čumić (1874-1875)
- Danilo Stefanović (1875)
- Stevča Mihailović (1875)
- Ljubomir Kaljević (1875-1876)
- Stevča Mihailović (1876-1878)
- Jovan Ristić (1878-1880)
- Milan S. Piroćanac (1880-1883)
- Nikola Hristić (1883-1884)
- Milutin Garašanin (1884-1887)
- Sava Grujić (1887-1888)
- Jovan Ristić (1888)
- Nikola Hristić (1888-1889)
- Kosta S. Protić (1889)
- Sava Grujić (1889-1891)
- Nikola Pašić (1891-1892)
- Jovan Đ. Avakumović (1892-1893)
- Lazar Đ. Dokić (1893)
- Sava Grujić (1893-1894)
- Đorđe S. Simić (1894)
- Svetomir Nikolajević (1894)
- Nikola Hristić (1894-1895)
- Stojan Novaković (1895-1896)
- Stojan Novaković (1896-1897)
- Vladan Đorđević (1897-1900)
- Aleksa Jovanović (1900-1901)
- Mihailo Vujić (1901-1902)
- Pera Velimirović (1902)
- Dimitrije Cincar-Marković (1902-1903)
- Jovan Đ. Avakumović (1903)
- Sava Grujić (1903-1904)
- Nikola Pašić (1904-1905)
- Ljubomir Stojanović (1905-1906)
- Sava Grujić (1906)
- Nikola Pašić (1906-1908)
- Petar Velimirović (1908-1909)
- Stojan Novaković (1909)
- Nikola Pašić (1909-1911)
- Milovan Đ. Milovanović (1911-1912)
- Marko Trifković (1912)
- Nikola Pašić (1912-1918)

## Occupazione nazista (1941-1944)
Governi fantoccio collaborazionisti:
- Milan Aćimović (1941)
- Tanasije Dinić (1942-1943)
- Milan Nedić (1941-1944)

## Resistenza comunista (1941-1945)
Presidente del consiglio esecutivo e del consiglio supremo di Liberazione nazionale
- Petar Stambolić (1941-1945)

## Jugoslavia socialista (1945-1991)
Ministro per la Serbia nel governo jugoslavo
- Jaša Prodanović (1945)

Presidenti del governo
- Blagoje Nešković (1945)-1948)
- Petar Stambolić (1948-1953)

Presidenti del consiglio esecutivo
- Petar Stambolić (1953)
- Jovan Veselinov (1953-1957)
- Miloš Minić (1957-1962)
- Slobodan Penezić Krcun (1962-1964)
- Stevan Doronjski (1964)
- Dragi Stamenković (1964-1967)
- Đurica Jojkić (1967-1969)
- Milenko Bojanić (1969-1974)
- Dušan Čkrebić (1974-1978)
- Ivan Stambolić (1978-1982)
- Branislav Ikonić (1982-1986)
- Desimir Jevtić (1986-1989)
- Stanko Radmilović (1989-1991)

## Repubblica di Serbia (dal 1991)
Presidenti del governo della Repubblica di Serbia
Dal 1991 al 2003 la Serbia è parte della Repubblica Federale di Jugoslavia; dal 2003 al 2006 della confederazione di Serbia e Montenegro; dal 5 giugno 2006, con la proclamazione d'indipendenza del parlamento serbo, è uno stato sovrano e indipendente.
     Partito Socialista di Serbia
     PD
     AD
(Opposizione Democratica di Serbia
     PDS
     Ind.Nomina PSE
     Ind. Nomina PPS
     PPS
| Ordine               | Presidente del Governo  | Presidente del Governo | Presidente del Governo | Vita               | Mandato          | Mandato          | Elezione                                                     | Partito                                                              | Note | Presidente della Serbia                                  |
| -------------------- | ----------------------- | ---------------------- | ---------------------- | ------------------ | ---------------- | ---------------- | ------------------------------------------------------------ | -------------------------------------------------------------------- | --- | -------------------------------------------------------- |
| Primi ministri 1991- |                         |                        |                        |                    |                  |                  |                                                              |                                                                      | |                                                          |
| 1 (86)               |                         |                        | Dragutin Zelenović     | 1928–2020          | 15 gennaio 1991  | 23 dicembre 1991 | 1990                                                         | Partito Socialista di Serbia                                         | | Slobodan Milošević                                       |
| 2 (87)               |                         |                        | Radoman Božović        | 1953–              | 23 dicembre 1991 | 10 febbraio 1993 | 1990                                                         | Partito Socialista di Serbia                                         | Il 28 aprile 1992 la RSF di Jugoslavia cessa di esistere e la Serbia e il Montenegro entrano a fare parte della Repubblica Federale di Jugoslavia. | Slobodan Milošević                                       |
| 2 (87)               | 1992                    |                        | Radoman Božović        | 1953–              | 23 dicembre 1991 | 10 febbraio 1993 |                                                              | Partito Socialista di Serbia                                         | Il 28 aprile 1992 la RSF di Jugoslavia cessa di esistere e la Serbia e il Montenegro entrano a fare parte della Repubblica Federale di Jugoslavia. | Slobodan Milošević                                       |
| 3 (88)               |                         |                        | Nikola Šainović        | 1948–              | 10 febbraio 1993 | 18 marzo 1994    | Partito Socialista di Serbia                                 |                                                                      | | Slobodan Milošević                                       |
| 3 (88)               | 1993                    |                        | Nikola Šainović        | 1948–              | 10 febbraio 1993 | 18 marzo 1994    | Partito Socialista di Serbia                                 |                                                                      | | Slobodan Milošević                                       |
| 4 (89)               |                         |                        | Mirko Marjanović       | 1937–2006          | 18 marzo 1994    | 24 ottobre 2000  | Partito Socialista di Serbia                                 | Costretto a dimettersi dopo la rivoluzione del 5 ottobre 2000.       | | Slobodan Milošević                                       |
| 4 (89)               | Dragan Tomić            |                        | Mirko Marjanović       | 1937–2006          | 18 marzo 1994    | 24 ottobre 2000  | Partito Socialista di Serbia                                 | Costretto a dimettersi dopo la rivoluzione del 5 ottobre 2000.       | |                                                          |
| 4 (89)               | Milan Milutinović       |                        | Mirko Marjanović       | 1937–2006          | 18 marzo 1994    | 24 ottobre 2000  | Partito Socialista di Serbia                                 | Costretto a dimettersi dopo la rivoluzione del 5 ottobre 2000.       | |                                                          |
| 4 (89)               | 1997                    |                        | Mirko Marjanović       | 1937–2006          | 18 marzo 1994    | 24 ottobre 2000  | Partito Socialista di Serbia                                 | Costretto a dimettersi dopo la rivoluzione del 5 ottobre 2000.       | |                                                          |
| 5 (90)               |                         |                        | Milomir Minić          | 1950–              | 24 ottobre 2000  | 25 gennaio 2001  | Partito Socialista di Serbia                                 | Governo provvisorio (dopo la rivoluzione)                            | |                                                          |
| 5 (90)               | 2000                    |                        | Milomir Minić          | 1950–              | 24 ottobre 2000  | 25 gennaio 2001  | Partito Socialista di Serbia                                 | Governo provvisorio (dopo la rivoluzione)                            | |                                                          |
| 6 (91)               |                         |                        | Zoran Đinđić           | 1952–2003          | 25 gennaio 2001  | 12 marzo 2003    | Partito Democratico (Opposizione Democratica di Serbia)      | Assassinato                                                          | |                                                          |
| 6 (91)               | Nataša Mićić            |                        | Zoran Đinđić           | 1952–2003          | 25 gennaio 2001  | 12 marzo 2003    | Partito Democratico (Opposizione Democratica di Serbia)      | Assassinato                                                          | |                                                          |
| N/A                  | Nebojša Čović           |                        | Nebojša Čović          | 1958–              | 12 marzo 2003    | 17 marzo 2003    | Alternativa Democratica (Opposizione Democratica di Serbia)  | Ad interim, dopo l'assassinio del predecessore.                      | |                                                          |
| N/A                  |                         |                        | Žarko Korać            | 1947–              | 17 marzo 2003    | 18 marzo 2003    | Unione Socialdemocratica (Opposizione Democratica di Serbia) | Ad interim                                                           | |                                                          |
| 7 (92)               |                         |                        | Zoran Živković         | 1960–              | 18 marzo 2003    | 3 marzo 2004     | Partito Democratico                                          | Il 18 novembre 2003 l'Opposizione Democratica di Serbia si disgregò. | |                                                          |
| 7 (92)               | Dragan Maršićanin       |                        | Zoran Živković         | 1960–              | 18 marzo 2003    | 3 marzo 2004     | Partito Democratico                                          | Il 18 novembre 2003 l'Opposizione Democratica di Serbia si disgregò. | |                                                          |
| 7 (92)               | 2003                    | Vojislav Mihailović    | Zoran Živković         | 1960–              | 18 marzo 2003    | 3 marzo 2004     | Partito Democratico                                          | Il 18 novembre 2003 l'Opposizione Democratica di Serbia si disgregò. | |                                                          |
| 7 (92)               | 2003                    | Predrag Marković       | Zoran Živković         | 1960–              | 18 marzo 2003    | 3 marzo 2004     | Partito Democratico                                          | Il 18 novembre 2003 l'Opposizione Democratica di Serbia si disgregò. | |                                                          |
| 8 (93)               | 2003                    |                        |                        | Vojislav Koštunica | 1944–            | 3 marzo 2004     | 7 luglio 2008                                                | Partito Democratico di Serbia                                        | Il 5 giugno 2006 con la dissoluzione della Serbia e Montenegro, la Serbia divenne indipendente.                                                    |                                                          |
| 8 (93)               | 2007                    | Boris Tadić            |                        | Vojislav Koštunica | 1944–            | 3 marzo 2004     | 7 luglio 2008                                                | Partito Democratico di Serbia                                        | Il 5 giugno 2006 con la dissoluzione della Serbia e Montenegro, la Serbia divenne indipendente.                                                    |                                                          |
| 8 (93)               | 2008                    | Boris Tadić            |                        | Vojislav Koštunica | 1944–            | 3 marzo 2004     | 7 luglio 2008                                                | Partito Democratico di Serbia                                        | Il 5 giugno 2006 con la dissoluzione della Serbia e Montenegro, la Serbia divenne indipendente.                                                    |                                                          |
| 9 (94)               |                         | Boris Tadić            |                        | Mirko Cvetković    | 1950–            | 7 luglio 2008    | 27 luglio 2012                                               | Indipendente (Per una Serbia Europea)                                | |                                                          |
| 9 (94)               | Slavica Đukić Dejanović |                        |                        | Mirko Cvetković    | 1950–            | 7 luglio 2008    | 27 luglio 2012                                               | Indipendente (Per una Serbia Europea)                                | |                                                          |
| 9 (94)               | 2012                    | Tomislav Nikolić       |                        | Mirko Cvetković    | 1950–            | 7 luglio 2008    | 27 luglio 2012                                               | Indipendente (Per una Serbia Europea)                                | |                                                          |
| 10 (95)              | 2012                    | Tomislav Nikolić       |                        |                    | Ivica Dačić      | 1966–            | 27 luglio 2012                                               | 27 aprile 2014                                                       | Partito Socialista di Serbia |                                                          |
| 10 (95)              | 2014                    | Tomislav Nikolić       |                        |                    | Ivica Dačić      | 1966–            | 27 luglio 2012                                               | 27 aprile 2014                                                       | Partito Socialista di Serbia |                                                          |
| 11 (96)              |                         | Tomislav Nikolić       |                        | Aleksandar Vučić   | 1970–            | 27 aprile 2014   | 31 maggio 2017                                               | Partito Progressista Serbo                                           | |                                                          |
| 11 (96)              | 2016                    | Tomislav Nikolić       |                        | Aleksandar Vučić   | 1970–            | 27 aprile 2014   | 31 maggio 2017                                               | Partito Progressista Serbo                                           | |                                                          |
| N/A                  |                         |                        | Ivica Dačić            | 1966–              | 31 maggio 2017   | 29 giugno 2017   | Partito Socialista di Serbia                                 | Ad interim (Vice primo ministro nel Governo Vucic)                   | Aleksandar Vučić |                                                          |
| 12 (97)              |                         |                        | Ana Brnabić            | 1975–              | 29 giugno 2017   | 28 ottobre 2020  | Indipendente                                                 |                                                                      | Aleksandar Vučić |                                                          |
| 12 (97)              |                         | 28 ottobre 2020        | Ana Brnabić            | 1975–              | 26 ottobre 2022  | 2020             | Partito Progressista Serbo                                   |                                                                      | Aleksandar Vučić |                                                          |
| 12 (97)              |                         | 26 ottobre 2022        | Ana Brnabić            | 1975–              | 20 marzo 2024    | 2022             | Partito Progressista Serbo                                   |                                                                      | Aleksandar Vučić |                                                          |
| N/A                  |                         |                        | Ivica Dačić            | 1966–              | 20 marzo 2024    | 2022             | 1º maggio 2024                                               | Partito Socialista di Serbia                                         | Aleksandar Vučić | Ad interim (Vice primo ministro nel Governo Brnabic III) |
| 13 (98)              |                         |                        | Miloš Vucevic          | 1974–              | 1ºmaggio 2024    | 16 aprile 2025   | 2024                                                         | PPS                                                                  | Aleksandar Vučić |                                                          |
| 14 (99)              |                         |                        | Đuro Macut             | 1963–              | 16 aprile 2025   |                  | 2024                                                         | PPS                                                                  | Aleksandar Vučić |                                                          |